# À côté du bonheur
Pour plus de détails, voir Fiche technique et Distribution.
À côté du bonheur (The Great Love) est un film américain réalisé par D. W. Griffith, sorti en 1918.

## Fiche technique
- Titre français : À côté du bonheur
- Réalisation : D. W. Griffith
- Scénario : D. W. Griffith et Stanner E. V. Taylor
- Photographie : G. W. Bitzer et George Schneiderman
- Société de production : Paramount Pictures
- Pays d'origine : États-Unis
- Format : Noir et blanc - 1,33:1 - Film muet
- Genre : drame
- Durée : 70 minutes
- Date de sortie : 1918

## Distribution
- George Fawcett : Josephus Broadplains
- Lillian Gish : Susie Broadplains
- Robert Harron : Jim Young
- Gloria Hope : Jessie Lovewell
- George Siegmann : Mr Seymour
- Maxfield Stanley : John Broadplains
- Rosemary Theby : Miss Corintee
- Henry B. Walthall : Sir Roger Brighton